# Havaika cruciata
Havaika cruciata is een spinnensoort uit de familie springspinnen (Salticidae). De soort komt voor in Hawaï.